# El club dels valents. Violència Zero
El club dels valents és un grup d'alumnes d'un centre educatiu, el qual té com a objectiu erradicar i prevenir la violència, ja sigui física (espenta, pegar, escupir i golpejar) o verbal (insult, criticar, mentir, amenaçar, obligar a realitzar certes accions). Cal destacar que la violència també inclou discriminar, ja sigui per la procedència, la identitat sexual, la religió, el gènere, etc.
Aquesta projecte té els seus orígens en la teoria de Socialització Preventiva de la Violència de Gènere, desenvolupada per Jesús Gómez al llibre El amor en la sociedad del riesgo: una tentativa educativa, publicat el 2004. Aquesta actuació educativa d'èxit, que es basa en el model dialògic de prevenció i resolució de conflictes, s'ha portat a terme tant a escoles d'educació primària com a instituts.
El lema d'aquest projecte és: no és no, el qual té com a objectiu lluitar per la violència zero, des de petits. Per això, el club dels valents dona molta importància als valors, com el respecte, la tolerància, la solidaritat, l'empatia i l'amistat.
Actualment, hi ha diferents centres educatius on s'ha desenvolupat aquest projecte, són exemple: l'escola el Santiago Apóstol (València), el Col·legi des Jesuïtes (València), el CEIP Sant Vicent Ferrer (Llíria), el CEIP Luis Vives (Cullera), l'Escola Mare de Déu de Montserrat (Terrassa) i l'Escola Joaquim Ruyra (L'Hospitalet de Llobregat) entre altres centres educatius.

## Origen
El club dels valents té el seu origen a la comunitat d'aprenentatge de l'escola CPI Sansomendi IPE de Vitoria-Gasteiz. A partir de la lectura del llibre El Club de los Valientes de l'autora Begoña Ibarrola, es va formar al curs 2014-2015 un club dels valents, als cursos de primer i quart de primària. Aquest projecte es va crear «arran de la motivació per implementar actuacions d'èxit en la prevenció de la violència de gènere entre iguals». El centre suportava grans conflictes de convivència repetidament, per això van aplicar actuacions educatives d'èxit, fet que va provocar que, en els últims sis anys, aquests conflictes es reduïssin notablement. Aquesta actuació, a més de reduir els conflictes a l'escola, també fet que els alumnes que es posicionen en contra de la violència siguin els més ben valorats de escola.

## Finalitat
El club dels valents té la finalitat d'evitar que la violència és normalitzi dintre de les aules. Per això, es donen eines als alumnes per tal d'afrontar-se cara a cara amb l'agressor i dir-li que això que fa no està bé. En definitiva, s'intenta que tots els alumnes cooperin tots junts i juntes per erradicar la violència a les aules.
Aquest projecte té com a objectiu trencar el mite que considera que qui exerceix la violència contra un altre és el més valent, el més fort. En canvi, amb aquest projecte es fa veure als infants que els valents són els qui denuncien la violència, lluiten per erradicar-la i protegeixen, ajuden i defensen la víctima en front als atacas de l'agressor. D'aquesta manera s'intenta treure l'atractiu a la violència i potenciar les actituds valentes d'aquells que denuncien i condenen la violència que passa al seu voltant.
A més, s'intenta conscienciar els alumnes que qui denuncia un cas d'assetjament no és un delator, si no un valent. També, s'intenta lluitar contra la llei del silenci, perquè tots els alumnes no es quedin callats davant d'una agressió i denuncïin els fets. D'aquesta manera els alumnes es posin al costat de la víctima i no de part de l'agressor, ja que no en consenteixen l'actitud violenta.
Cal destacar que aquest projecte es fa conjuntament amb tota la comunitat educativa: l'escola, els professors, els alumnes i els parents. Per això, és fonamental que els professors del centre tinguin la formació adient en aquesta matèria, ja que tenen el repte i la responsabilitat de posar tots els mitjans per a una cultura de pau.

## Violència zero des dels o anys
No es pot acceptar que als centres educatius és normalitzi, és trivalitzi i és justifiqui cap tipus de violència. Per tal d'erradicar aquest problema, cal que és condeni aquests tipus d'agressions –insults, humiliacions, agressions físiques, etc.– per part de tota la comunitat educativa.
No donar-li importància a aquest tipus d'agressions i considerar-les normals, pel fet, per exemple, de considerar que l'agressor actua d'una manera determinada perquè té un caràcter violent, fa que els infants normalitzin aquest tipus de situacions. Tot això, provoca que l'agressor no vegi la gravetat dels seus actes i que l'agredit les permeti. D'altra banda, és rellevant destacar que la socializació es un procés en el qual els nens están inmersos des de mot jove, perquè els humans som éssers socials i la nostra socialització comença des del moment en què naixem.
Per aquesta raó, es massa tard conscienciar els infants de que la violència és intolerable quan són adolescents. No hi ha cap prova científica que demostri que el millor és conscienciar als infants sobre la violència quan són més grans. Per això, es realitza una socialització preventiva de la violència quasi des del naixement.

## Base teòrica
La socialització preventiva de la violència de gènere és la base teòrica del club dels valents, la qual té el seu origen en l'obra de Jesús Gómez de 2004, El amor en la Sociedad del Riesgo. Una tentativa educativa. Actualment, el paper de la dona i la igualtat d'oportunitats entre els dos sexes, al món laboral, a l'educació i al reconeixement social, ha millorat considerablement. No obstant això, la població més jove encara està en risc de patir situacions on hi hagi violència de gènere.
Les investigacions internacionals han demostrat que la incidència de la violència de gènere en els joves és elevada. En diverses investigacions podem comprovar com la violència de gènere pot tenir lloc en tot tipus de relacions i no només en les relacions de parella, sinó que també poden tenir lloc en relacions esporàdiques. D'altra banda, la literatura científica internacional ha corroborat que certes creences i estereotips posseeixen un paper destacat en actituds sexistes i en la seva derivació fins a situacions de violència envers les dones. Per això, és clau la intervenció educativa, per tal de trencar amb aquests estereotips i creences que promouen la violència masclista.
Davant d'aquesta realitat, les mesures de socialització preventiva de la violència de gènere són claus per erradicar-la. Aquestes mesures impliquen el procés en el que interioritzem les normes i valors que preveuen els comportaments i actituds que porten a la violència envers les dones. A més, fomenten comportaments respectuosos i igualitaris.
Segons la línia de recerca de la socialització preventiva de la violència de gènere, «la violència de gènere està directament relacionada amb la socialització en diferents models d'atracció». És a dir, el risc de patir violència de gènere està directament relacionat amb la socialització de l'amor, l'atracció, els models masculins i femenins que es consideren que són atractius i els que es rebutjen.
Aquesta socialització no és només una socialització primària o secundària, és una socialització al llarg de tota la vida. Totes les interaccions socials que es mantinguin, ja siguin a la família, a l'escola, amb el grup d'amics, etc. formen part de la socialització, en determinats models atractius, de cada persona.
La idea més rellevant de la socialització preventiva de la violència de gènere és que hi ha una relació, una vinculació entre atracció i violència. Això implica que en la nostra societat hi ha una socialització majoritària,la qual fomenta que els models més violents i conflictius siguin els que són més atractius. Però, això no vol dir que sigui l'única, ni que sigui la correcta.
En conseqüència d'això, segons J. Gómez es creen dos models diferents: un model de relacions tradicionals i un model de relacions alternatives. Pel que fa al model tradicional, es construeix a partir de la socialització en l'atracció cap a la violència. Aquest model provoca que es creïn relacions amb persones que exerceixen el poder i la dominació. Aquestes relacions són considerades “passionals”.
L'altre model fomenta les  relacions amb persones igualitàries, i son considerades relacions “avorrides” i “monòtones”. Per contra, les relacions alternatives es basen en una socialització que no fomenta la violència i que promou l'atracció a models igualitaris. En aquestes relacions, s'estableixen les relacions igualitàries i passionals, on l'excitació i el bon tracte van de la mà.
Moltes investigacions han demostrat que els adolescents són socialitzats en un model d'atractiu que inclou comportaments violents. Aquests models d'atractiu es mostren en els mitjans de comunicació, les imatges socials, etc. i la interacció dels adolescents amb aquests models influeixen en les eleccions i experiències sentimentals d'aquests.
Durant l'adolescència, els nens i les nenes estan immersos en moltes interaccions que modelen la seva identitat. Les seves personalitats es formen a l'escola, amb les seves famílies, en les associacions, etc. on comencen a assumir i desenvolupar patrons particulars de comportament.
En l'actualitat, l'atractiu de molts adolescents està vinculat a valors i actituds de dominació que formen part de la masculinitat hegemònica. En canvi, el diàleg, els afectes i la tendresa estan associats amb un comportament que té connotacions negatives.
A Espanya, la investigació sobre la socialització en l'ús de la violència de gènere s'està traduint en pràctiques preventives dins el camp de l'educació. Per exemple, les escoles que pertanyen al projecte de comunitats d'aprenentatge estan treballant en un model dialògic de prevenció de la violència. Aquest model funciona desenvolupant normes de consentiment a través de diferents etapes de diàleg amb els estudiants i la comunitat.
En una escola, el procés de diàleg produeix la formació de diferents normes, com per exemple: cap persona pot ser assetjada per la forma en què es vesteix. Aquest procés també fomenta el desenvolupament de noves interaccions socials que contribueixen a la transformació dels valors assumits de dominació i odi.
En síntesis, per tal de treballar la prevenció de la violència de gènere és necessari transforma la socialització hegemònica d'atracció a la violència i  construir una socialització on l'atractiu es basi en models igualitaris. A més a més, s'ha de fomentar la reflexió compartida i la construcció d'un diàleg continu. Un altre element a destacar per la prevenció als centres educatius és que tota la comunitat educativa participi. Un model que es basa en la participació de tota la comunitat és el model comunitari o dialògic de resolució de conflictes. Les famílies i els membres de la comunitat educativa, a través del diàleg igualitari, elaboren les normes de l'escola, de forma consensuada.

## Activitats per reduir la violència
Les activitats es poden dur a terme tots els dies, després del pati o del menjador, on s'obre un espai de diàleg en el qual es reflexiona dels comportaments valents, que són els que s'han posicionat en contra de la violència. A més, també, s'intenta crear un espai segur per a denunciar actes violents que han tingut lloc a l'escola. Una de les principals accions del club dels valents es dotar d'atractiu els comportaments que s'oposen a la violència de manera que s'estableix de referent a les persones que tracten bé els altres. En el cas de que un alumne hagi tractat malament un altre alumne, se'l farà fora del club dels valents i només podrà tornarà quan tingui un comportament exempt de violència. Algunes de les activitats més destacades del Club dels Valents són les següents:

### Realitzar una assemblea
Realitzar una assemblea al principi de curs on els alumnes expliquin situacions, que han viscut a l'escola, on s'hagin sentit incòmodes o desagradables, com per exemple, que els hagin faltat el respecte per portar una roba determinada. Seguidament, es comenta solucions perquè aquests fets no es repeteixin.

### Establir unes normes
Establir unes normes entre tota la classe que s'hauran de complir, com per exemple: 
- Dialogar per arribar a un acord entre tota la classe.
- Respectar a tots els companys i companyes.
- Ajudar a tots els alumnes.
- Ser solidari amb els meus companys i companyes.
- Ser un exemple per a tota la classe.
- Respectar el no és no.
- Trencar el silenci i dir la veritat davant d'una agressió.

### Fer d'escut
L'escut, que pot ser de forma física o verbal, es produeix quan un grup d'alumnes davant d'una agressió, rodegen l'agressor i es posen del costat de l'agredit i el protegeixen, el recolzen i l'ajuden davant del seu agressor. Gràcies a això l'agressor veu que està sent qüestionat pels seus companys de classe i això provoca que tingui un impacte major en la seva actitud, que si un mestre li hagués recriminat l'agressió que ha realitzat. El canvi d'actitud d'aquest està lligat intrínsecament a si amb el canvi s'aconsegueix major o menor èxit social, ja que si el comportament violent és rebutjat pel seus iguals i, per tant, considerat una actitud impopular, aconsegueix un impacte major en el canvi de conducta, ja que cap infant es vol sentir exclòs.

### La cortina màgica
La cortina màgica és una eina per no fer cas a l'agressor, d'aquesta manera se li intenta treure protagonisme. I consisteix en el fet que els alumnes no mantenen relació amb l'infant que ha agredit.

### Mural dels valents i dels covards
Aquest mural consisteix a fer una taula amb dos columnes, en una es posen els noms dels alumnes valents que són els que denuncien la violència i ajuden a l'agredit, mentre que en l'altre se situen els covards que fan tot el contrari.

### Llegir el llibre:El club dels valents
Una activitat que es pot realitzar es llegir el llibre el Club dels valents de l'autora Begoña Ibarrola. El llibre relata la història del Samuel el nen més alt i més fort de tota la classe i el qual considera que tots els problemes  es solucionen utilitzant la violència. Tots els seus companys i companyes realitzen el que ell vol per por a represàlies, ja que els amenaça en donar-los un cop de puny si no fan el que ell diu. Però l'Alan no li té por.
Al acabar la lectura es pot parla sobre que és ser valent i es pot intentar potenciar la idea que aquelles persones que trenquen el silenci davant d'una agressió són valentes i no delatores.

### Escoltar la cançó:Se buscan valientes
Seguidament es podria realitzar un role-playing, un videoclip o un lipdub, amb tota la classe de la cançó del Langui. Se buscan valientes és un projecte de comunicació social de Mediset 12 Meses, per lluitar contra l'assetjament escolar. Amb aquesta rap titulat Se buscan valientes i interpretat pel El Langui es pretén reinventar la paraula valent, dotant-la d'un altre significat, el qual reivindica que una persona valenta és qui, davant un abús o d'una injustícia, no mira cap a un altre costat i no li riuen les gràcies a l'agressora. Una persona valenta és qui es posiciona al costat de l'agredit i denuncia l'agressió, la injustícia. La força d'una persona valenta no està en la seva força física, sinó en el seu cor.